# Candy (entreprise)
Pour les articles homonymes, voir Candy.
Candy Hoover Group est une marque d'électroménager d'origine italienne, du conglomérat chinois Haier, basée à Brugherio, près de Milan, qui fabrique des produits électroménagers.
Groupe privé multi-marques fondé par la famille Fumagalli, il compte parmi les leaders mondiaux de l'industrie de l'électroménager fabriquant : machines à laver, lave-vaisselle, sèche-linge, réfrigérateurs, congélateurs, cuisinières et fours. 
Ses usines emploient plus de 7 000 personnes en 2008 dont environ 80 % en dehors de l'Italie, comme en France, en Espagne, en République tchèque, en Russie, en République populaire de Chine, en Turquie, en Iran et en Ouzbékistan.
Le Groupe opère à travers deux marques internationales, Candy et Hoover, et celles nationales : Rosières, Hibernate, Jinling, Otsein, Süsler, Viatka, Zerowatt Helkama-Hoover ou Hoover-Grepa. 
Le 28 septembre 2018, Haier annonce le rachat du groupe Candy Hoover et s'engage à investir 475 millions d'euros, la transaction a été finalisée le 8 janvier 2019.

## Candy Hoover en France
Le groupe Candy Hoover possède une filiale à Lunery. Cette société Usines Rosieres produisait (jusqu'en 2021) des cuisinières, fours encastrables et plaques de cuisson commercialisés notamment sous la marque Rosières.

### Activité, rentabilité, effectif
|                                        | 2014  | 2015  | 2016  | 2017  | 2018    | 2019 |
| -------------------------------------- | ----- | ----- | ----- | ----- | ------- | ---- |
| Chiffre d'affaires en millions d'euros | 173   | 182   | 198   | 222   | 231     |      |
| Résultat en millions d'euros           | + 2,6 | + 2,4 | + 4,6 | + 6,9 | - 10, 9 |      |
| Effectif                               | 73    | 74    | 85    | 81    | 83      |      |

## Sites de production
Sites actuels :
- Brugherio (Italie) : usine historique de la marque, fabrication de lave-linge
- Eskişehir (Turquie) : fabrication de sèche-linge et d'appareils de cuisson (cuisinières, fours, tables de cuisson)
- Kirov (Russie) : fabrication de lave-linge à chargement par le bas et de réfrigérateurs
- Jiangmen (Chine) : fabrication de lave-linge à chargement par le bas et à chargement par le haut

Anciens sites (liste non exhaustive) :
- Lunery (France) : ancienne usine Rosières, l'usine fabriquait des appareils de cuisson (cuisinières, fours, tables de cuisson) haut de gamme. Le site a cessé ses activités de production en janvier 2021 pour ne garder que la logistique[7].
- Bergara (Espagne) : fabrication de lave-linge à chargement par le haut ainsi que des sèche-linges à chargement par le haut[8], fermé en 2014, la production a été transférée en Chine[9]
- Podbořany (République Tchèque) : fabrication de réfrigérateurs et congélateurs armoire, fermé en 2015, la production a été transférée en Chine[10]
- Santa Maria Hoè (Italie): fabrication de machines à laver et de lave-vaisselle, fermé en 2013[11]
- Cortenuova (Italie) : fabrication de réfrigérateurs, fermé en 2006, la production avait été transférée sur le site de Podbořany[12]
- Erba (Italie) : usine Gasfire, fabrication de fours, fermé en 2007, la production a été transférée sur le site de Eskişehir[13]
- Bromborough (Royaume-Uni) : fabrication de réfrigérateurs et de congélateurs, l'usine a fermé en août 2003. Candy était devenu propriétaire de cette usine à la suite du rachat des activités de Kelvinator au Royaume-Uni en 1980[14]
- Nese (Italie) : usine Zerowatt, fermé en 2001[15]

à cette liste il faut ajouter les anciens sites Hoover fermés par Candy (notamment les sites de Cambuslang, Merthyr Tydfil au Royaume Uni) et un site qui fabriquait des aspirateurs à Lisbonne au Portugal.

## Durée de vie
D'après Test-Achats, les appareils de la marque sont inférieurs à la moyenne en matière de fiabilité pour les  lave-linge, les sèche-linge et les lave-vaisselle, et dans la moyenne pour les réfrigérateurs et les fours à micro-ondes. La satisfaction globale des utilisateurs est inférieure à la moyenne pour les sèche-linge, les lave-vaisselle et les réfrigérateurs, et dans la moyenne pour les lave-linge et les fours à micro-ondes.

## Condamnation en France pour entente commerciale
Le groupe BSH Hausgeräte (qui exploite les marques Bosch, Siemens, Viva, Neff), ainsi que Candy, Eberhardt Frères (distributeur de la  marque Liebherr), Electrolux (AEG, Arthur Martin), Indesit (Ariston, Scholtès) et Whirlpool, sont condamnés en décembre 2018 en France pour entente commerciale. Cette condamnation résulte de quatre années d'enquêtes de l’Autorité de la concurrence, alertée en premier lieu par la Direction générale de la concurrence, de la consommation et de la répression des fraudes. Lors de réunions tenues entre 2006 et 2009, ces entreprises s'étaient entendues pour fixer à la hausse leurs prix de vente, ce qui leur permettait d'accroître leurs marges au détriment des consommateurs. Le montant total des amendes infligées atteint 189 millions d'euros.